# 1874-es németországi választások
A második németországi szövetségi választást 1874-ben bonyolították le. Ez volt a Német Birodalom második parlamenti választása, melyen 15 képviselővel többet választottak be a Reichstagba, mint 1871-ben.

## Végeredmény
| Párt                                                 | Mandátum | Változás* |
| ---------------------------------------------------- | -------- | --------- |
| Nemzeti Liberális Párt (NL)                          | 155      | + 30      |
| Német Centrumpárt (Z)                                | 91       | + 28      |
| Német Haladás Párt (DFP)                             | 49       | + 3       |
| Német Birodalompárt (DRP)                            | 33       | - 4       |
| Német Konzervatív Párt (DKP)                         | 22       | - 35      |
| Elzásziak (A) (Francia és elzászi regionalisták)     | 15       | + 15      |
| Lengyelek (P) (Lengyel regionalisták)                | 15       | + 1       |
| Munkáspárt (ADAV/SDAP)                               | 9        | + 7       |
| Német-hannoveri Párt (DHP) (Hannoveri regionalisták) | 4        | - 5       |
| Liberális Birodalompárt (LRP)                        | 3        | - 27      |
| Német Néppárt (DVP)                                  | 1        | nincs     |
| Dánok (D) (Dán regionalisták)                        | 1        | nincs     |
| Összesen                                             | 397      | + 15      |

* Az előző, 1871-es választásokhoz képest